# Урочище Филякова
Урочище Филякова — урочище на реке Пра в центре заповедной зоны национального парка «Мещёрский».
В урочище и деревне Горки в XVIII—XIX веке находился кордон и дом егеря Василия Филякова.
Деревни вблизи: Горки, Ольгино, Ювино, Гришино, Натальино, Жуковские Выселки, Заводская Слобода, Малаховские Выселки.